# Apice (Italia)
Apice è un comune italiano di 5 226 abitanti della provincia di Benevento in Campania.

## Geografia fisica

### Territorio
Il territorio comunale, la cui altitudine varia da 150 a 640 m s.l.m., è solcato dai fiumi Calore irpino, Ufita e Miscano, fra loro confluenti.
Il vecchio centro abitato (abbandonato a seguito del sisma del 1962) sorge a 250 metri di quota alla destra del Calore; quello moderno si erge invece a un'altitudine di 300 metri sul lato sinistro del fiume.
L'agro rurale era lambito a sud-ovest dalla via Appia Antica, della quale rimangono i ruderi di un ponte.
Il territorio ha una superficie agricola utilizzata di 2 900,08 ettari.

### Clima
Nel periodo di riferimento 1961-1990, in media le temperature di gennaio sono comprese tra una minima di 3,8 °C e una massima di 10,6 °C, mentre quelle di luglio tra i 17,8 e i 30,5 °C.

## Origini del nome
L'origine del toponimo è incerta. Le ipotesi principali fanno riferimento al nome comune apex (="cono", con riferimento al cocuzzolo su cui sorge il centro storico), oppure al nome personale romano Apicius. Altri ipotizzano invece un'origine preromana, eventualmente con riferimento al bue Apis o al popolo degli Iapigi.

## Storia

### Epoca romana e Medioevo
In epoca romana l'agro apicese, situato nel territorio dei Sanniti Irpini, era lambito a sud dalla via Appia. La prima menzione del borgo risale tuttavia all'VIII secolo, in un diploma di concessione del principe longobardo Grimoaldo a Montecassino "sub Apice". Nell'XI secolo lo si trova sotto i conti di Ariano.
Nel 1113 fu devastato dal conestabile beneventano Landolfo della Greca, per una rappresaglia contro i Normanni che molestavano i beneventani. Nel 1122 fu assediato da Guglielmo II di Puglia; nel 1138 era tenuto da Rainulfo di Alife, che vi fu assediato da Ruggero il Normanno, il quale se ne impadronì, e lo diede al conte di Buonalbergo.
Gli apicesi si distinsero anche in Terra santa sotto Guglielmo il Buono, che li premiò con privilegi.
Nel 1186 fu costituito in contea autonoma è dato ai Balbano. Successivamente passò ai Maletta, ai San Giorgio, ai Sabrano, ai Guevara, ai Carafa, ai Gallucci e ai Di Tocco Cantelmo Stuart.
Sotto gli Angioini fu teatro di sanguinosi conflitti, e nel 1417 cadde per poco in mano a Muzio Attendolo Sforza. Nel 1494, fu occupato dai francesi di Carlo VIII ma appena partito questi, tornò contea. Nel 1647 anche Apice partecipò alla ribellione di Masaniello nel tentativo di liberarsi dal giogo feudale e spagnolo.

### Epoca moderna
Il comune fu devastato dal terremoto del 1702, con epicentro nelle immediate vicinanze di Apice, che provocò una trentina di morti, pari al 2,6% della popolazione dell'epoca. Nel quadriennio 1743-46 il suo territorio fu soggetto alla competenza territoriale del regio consolato di commercio di Ariano. Nel catasto onciario del 1753 sono in evidenza i luoghi della vecchia Apice, ossia la Terra di Apicij, il feudo di Lo Covante, Castiglione, San Lorenzo Vecchio, San Francesco, Corigliano e Monterone, quando il paese era abitato da 337 nuclei familiari (fuochi).
Nell'Ottocento, all'epoca del regno delle Due Sicilie, Apice fu aggregato amministrativamente al circondario di Paduli nell'ambito del distretto di Ariano, all'interno della provincia di Principato Ultra.

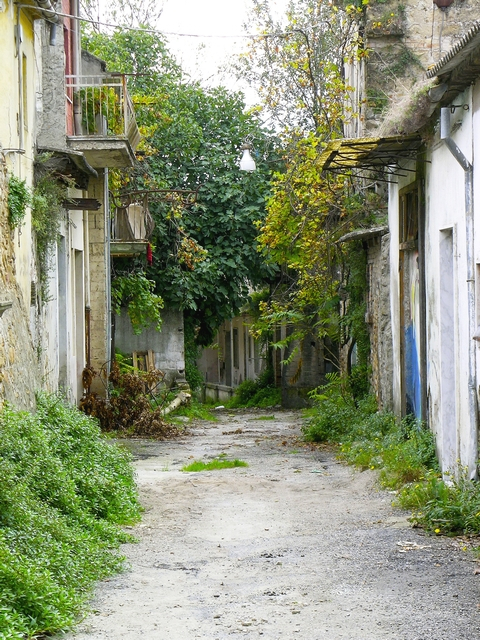
Scorcio del paese abbandonato

Il 21 agosto 1962 il centro fu duramente colpito da due scosse di terremoto del VI e VII grado della scala Mercalli, che devastarono il Sannio e l'Irpinia facendo 17 morti. Il Ministero dei lavori pubblici ordinò l'evacuazione dei 6 500 abitanti, che si trasferirono in gran parte nel nuovo abitato sorto sul pianoro prospiciente il vecchio paese. Parte degli abitanti rimase (nonostante l'ordinanza di evacuazione) fino al 1980, quando il terremoto dell'Irpinia costrinse gli ultimi abitanti a lasciare il paese.

### Simboli
Nello stemma comunale, riconosciuto con DCG del 15 maggio 1931, sono rappresentati tre monti di verde sormontati da sei fiamme rosse, disposte in fascia 3, 3.
Un precedente stemma, costituito da tre monti uniti sulle cui cime spiccavano delle bionde spighe di grano era stato assegnato ad Apice nel 1504 dal re Ferdinando II d'Aragona, perché il «comune, con il grano che produceva e conservava, alleviò la miseria che affliggeva quell'anno il Regno di Napoli». Nell'emblema attuale le fiammelle hanno sostituito le tre spighe di grano.
Il gonfalone è un drappo rettangolare di azzurro.

## Monumenti e luoghi d'interesse

### Architetture religiose

#### Chiesa Collegiata di Santa Maria Assunta in Cielo
Di origine longobarda, la chiesa ha forma di croce latina. Sulla facciata all'interno di due nicchie sono raffigurati una suora e un abate vestito con abiti pontificali che regge un pastorale. L'interno è a tre navate separate da colonnati in stile ionico. Dei 18 altari in marmi policromi che erano presenti nel XV secolo, si conservano solo alcuni; l'altare maggiore è affiancato dalle sculture settecentesche di due angeli. L'abside ospita un coro ligneo di buona fattura. I dipinti cinquecenteschi rappresentano la Risurrezione di Cristo e l'Ascensione. Il campanile originario della chiesa fu distrutto dal terremoto del 1930 ed è stato sostituito da uno di edificazione recente. Nel 1693 l'arcivescovo di Benevento Orsini, successivamente pontefice con il nome di Benedetto XIII, in occasione di una sua visita alla cittadina stabilì che alla chiesa Arcipretale di Santa Maria Assunta fosse annessa la chiesa parrocchiale di San Pietro, sita nel territorio di Apice. La casa arcipretale fu ristrutturata nel 1728 su iniziativa dell'arciprete don Paolo Barone, previo assenso della curia beneventana. Due anni più tardi, lo stesso don Paolo Barone, insieme con gli altri membri del clero e dell'università, presentò richiesta al vicario apostolico dell'arcivescovo di elevare a dodici il numero dei partecipanti del capitolo, che allora constava di sette membri.

#### Chiesa dei Santi Bartolomeo e Nicola
Anticamente formata da due chiese, la parrocchia dei Santi Bartolomeo e Nicolò,in seguito s.nicola, risulta attualmente accorpata alla parrocchia di Santa Maria. La chiesa di san Nicola ha una bella sacrestia, che attraverso un corridoio termina in un piccolo giardino. Annessa alla chiesa vi era la Congrega di Santa Maria del Rosario, già esistente nel secolo XVII, bellissimi gli affreschi rappresentanti la vita di Gesù, del 500.
L'edificio è stato ripetutamente distrutto dai vari terremoti che si sono susseguiti e più volte è stata riportata all'antico splendore, fino al sisma del 1980.
La parrocchia conservava, fino a qualche anno fa, le seguenti reliquie: legno della Santa Croce; osso di Sant'Anna; osso di Sant'Alfonso Maria de' Liguori; osso di San Giovanni Battista.
I sacerdoti di questa parrocchia, per concessione fatta dall'Arcivescovo, avevano il privilegio di indossare la pelliccia o il mozzetto.

#### Chiesa della Madonna di Loreto
Posta nelle campagne di Apice, in contrada Alvino, risale al secolo XVIII. Apparteneva alla famiglia Barone, che ne deteneva il patronato. Fino agli anni '70 del XX secolo ospitava un quadro, di proprietà della famiglia Barone, raffigurante la casa di Loreto trasportata da un angelo, su cui vegliavano la Madonna e il Bambino, e in un angolo il committente settecentesco della famiglia. Attualmente della chiesetta non rimangono che rovine e il quadro risulta rubato da ignoti.

#### Conventi e abbazie

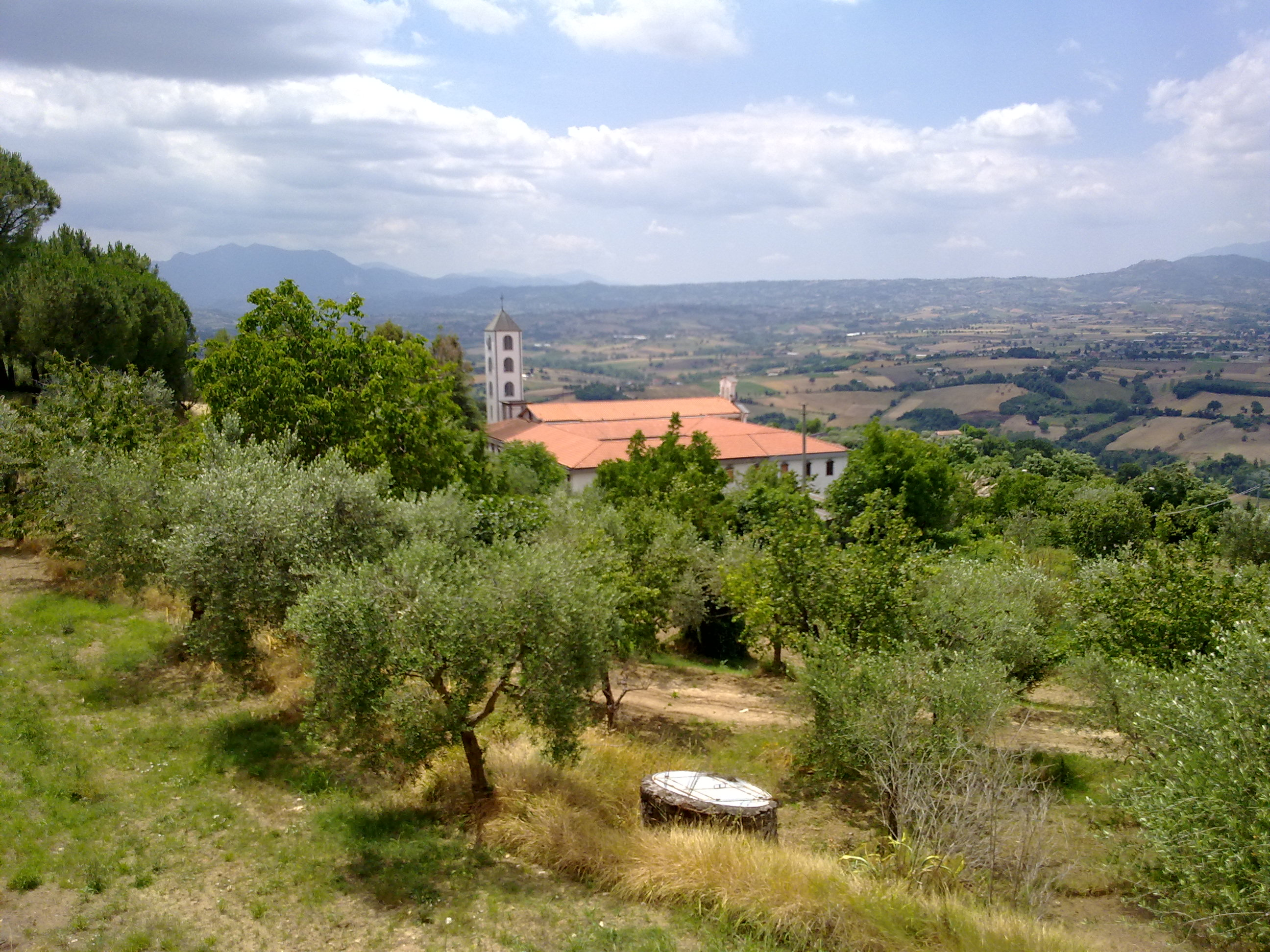
Il convento di Sant'Antonio

Nei secoli scorsi nei dintorni di Apice esistevano cinque conventi:
- San Francesco (1222);
- San'Antonio (1500);
- San Giovanni (1600);
- San Guglielmo (XII secolo);
- Abbazia di San Lorenzo al bosco (VII secolo).

Oggi di alcuni rimangono le rovine, di altri come quello di San Francesco, conservano in parte la struttura originaria. Il convento di Sant'Antonio domina incontrastato il borgo ed il nuovo centro.

#### Convento di San Francesco
Fu fatto costruire su una collina poco distante dal centro storico dallo stesso santo nel 1222. Il convento era per i frati luogo di preghiera e di lavoro; esso ha la pianta quadrata e all'interno conserva le celle dei monaci. Unita al convento c'è la chiesa, la cui facciata è ben conservata, di stile gotico. Durante la costruzione del convento i frati non riuscendo a spostare una roccia enorme e molto pesante si rivolsero al santo, che con solo tre dita la sollevò facendo sgorgare in quel luogo acqua limpida e fresca. La sorgente esiste ancora oggi viene chiamata "Fonte Miracolosa"; si trova sotto le mura del convento, di fronte al luogo dove c'era la cella di San Francesco e vi si accede passando per una grotta. a sinistra della fonte ancora oggi c'è la pietra sulla quale si possono notare, benché corrose dal tempo, le impronte delle dita del santo.

### Architetture militari

#### Il Castello dell'Ettore o Castello medievale

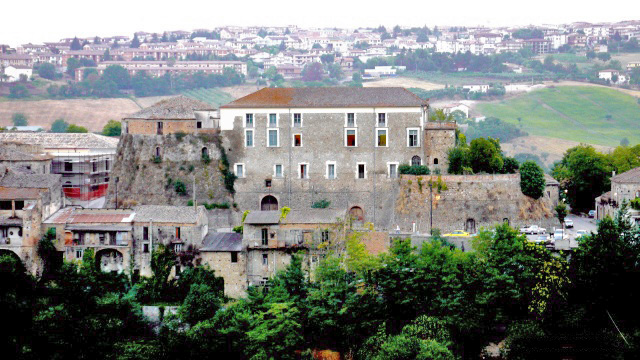
Veduta panoramica del castello

Di epoca normanna, si trova nel centro storico, è in ottime condizioni. Oggi le sue stanze sono sedi del museo civico della civiltà contadina, di esposizione di reperti archeologici, di mostre e di altre attività culturali, nonché la Biblioteca comunale.
Il castello ha una pianta a forma decagonale e difeso da possenti mura, l'edificio nel passato era dotato di quattro torri; oggi ce ne sono solo due al di sotto delle quali c'erano i sotterranei, adibiti ai prigionieri e, secondo alcuni, gallerie che permettevano di uscire dal paese in caso di assedio. Dentro le mura c'è un grande cortile con una fontanella che serviva l'acqua agli abitanti e per abbeverare gli animali. Intorno al cortile c'erano le stanze dei servitori, salita una grande scalinata, al primo piano, c'erano i saloni di rappresentanza, mentre le camere padronali erano al piano superiore e nelle torri. Adibito per un certo periodo a civili abitazioni ora è in fase di ristrutturazione e molte sale hanno ripreso le antiche dimensioni.

#### Castello del Fiego
Sorto su un poggio a breve distanza dal fiume Ufita, era la sede baronale dell'antico feudo Tropoaldo, appartenuto alla contea di Ariano; vi risiedette la stessa contessa Minora. Ne rimangono i ruderi presso la contrada Cupazzo.

#### Castrum Templani
Di tale maniero alto-medievale, anticamente ubicato presso l'opposta sponda dell'Ufita, a valle della confluenza con il fiume Miscano, non restano che scarse tracce. Appartenuto anch'esso alla contea di Ariano, ha dato il nome alla contrada Tignano.

### Architetture civili
Il nucleo antico della cittadina di Apice era abbellito da alcuni palazzi signorili:
- palazzo Barone in via Cavour, posto nelle vicinanze del Castello dell'Ettore e anticamente arricchito da affreschi, in parte andati perduti nel 1930, in occasione di un evento sismico;
- palazzo Cantelmo in piazza Umberto I, ornato da fini decorazioni esterne, che conserva ancora oggi un affresco raffigurante due donne, opera del Maestro Auciello (1932);
- palazzo Falcetti;
- palazzo Perriello, posto nelle vicinanze del castello.

### Altro

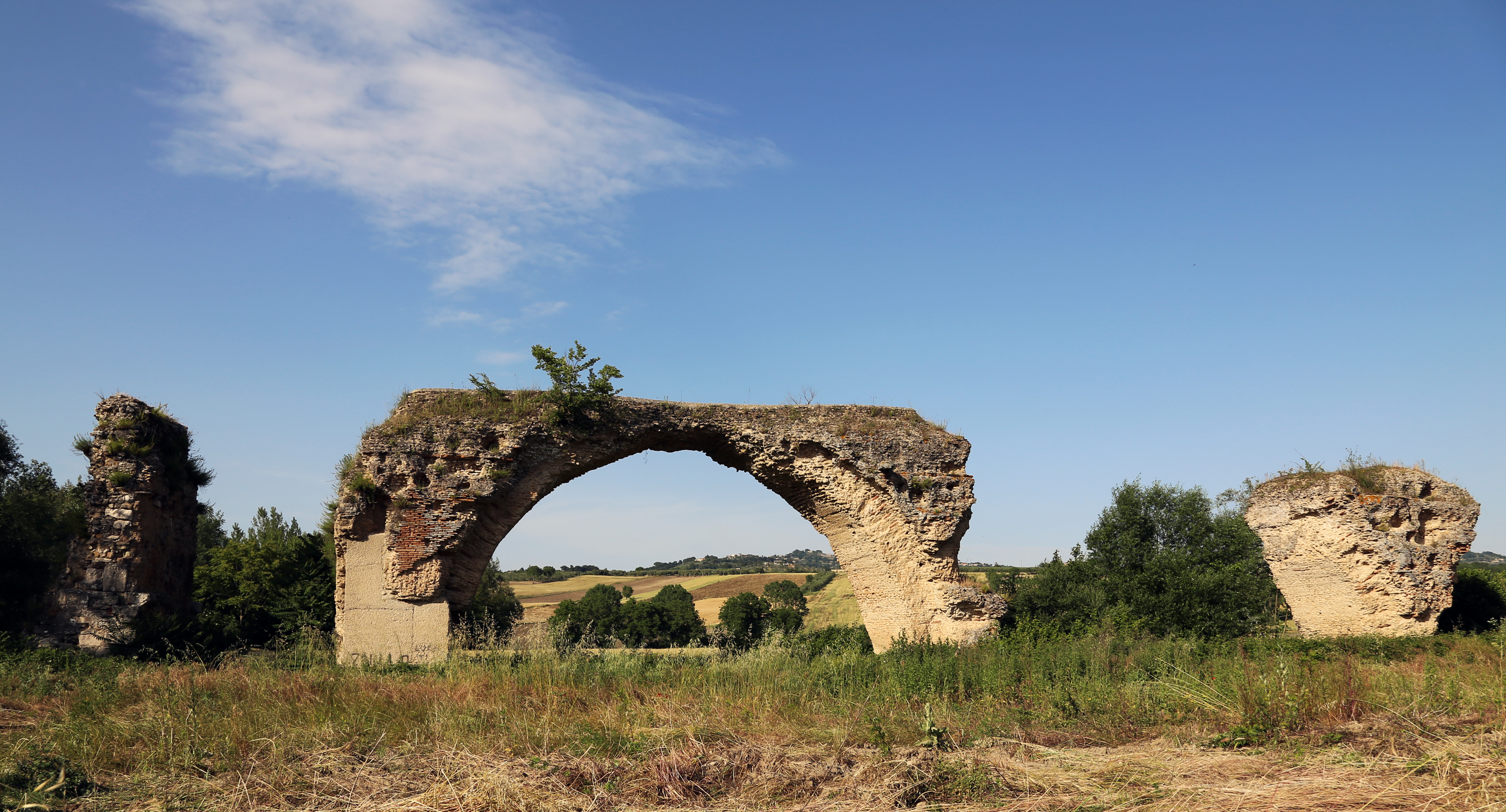
Ponte Appiano

#### Ponte Appiano
Situato a circa 3 km da Apice, posto poco distante dal castello di Federico II, il ponte Appiano (ponte Rotto per i paesani) con i suoi resti ancora oggi sfida il tempo e gli uomini. Esso nell'antichità permetteva alla via Appia di superare il fiume Calore per continuare verso il porto di Brindisi. In origine era formato da 16 arcate, lungo 150m ed alto 9m; oggi è in buone condizioni solo la parte centrale mentre i resti dei pilastri si trovano poco distanti.

## Società

### Evoluzione demografica
Abitanti censiti

### Etnie e minoranze straniere
Al 31 dicembre 2016 risultano 410 cittadini stranieri residenti nel comune, pari al 4,9 % della popolazione. I gruppi più rilevanti sono:
- Romania: 61 (1,08 %)
- Ucraina: 27 (0,48 %)

### Lingue e dialetti
Accanto alla lingua italiana, nel territorio comunale si parla l'apicese, un idioma di transizione tra il vernacolo beneventano e il dialetto irpino.

### Religione
Il territorio di Apice appartiene all'arcidiocesi di Benevento; facevano eccezione le località Tinchiano (l'attuale Tignano) e Tropoaldo (l'attuale Castello del Fiego), legate almeno fino al XV secolo alla diocesi di Ariano.

## Geografia antropica

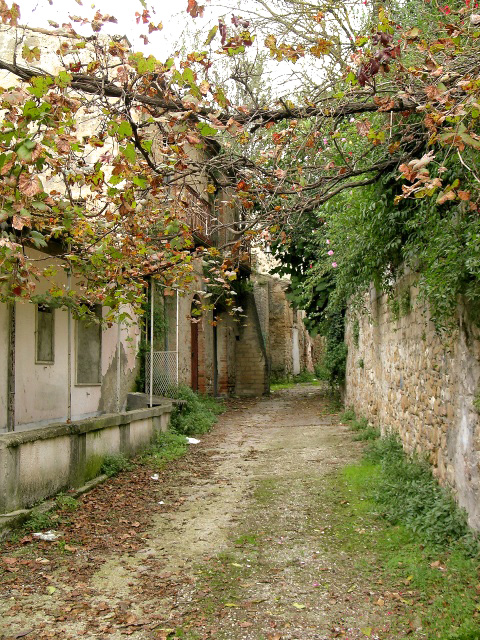
Una strada del centro storico abbandonato

Il centro storico di Apice, sito a ridosso del fiume Calore, si caratterizza per l'intrico di vicoli e per la forma compatta, ben delimitata da una cerchia ellittica di scarpate. Esso è stato progressivamente abbandonato a seguito delle numerose frane verificatesi a seguito del terremoto del 1962.
Il centro abitato moderno, fondato nel dopo-terremoto su di un ampio pianoro sull'opposta sponda del fiume, si contraddistingue invece per le strade larghe e rettilinee.
Una parte cospicua della popolazione vive però nelle numerose contrade rurali, disseminate per lo più tra il bacino del Calore e la valle dell'Ufita; una parziale eccezione è costituita da Tignano, affacciata prevalentemente sulla valle del Miscano.

### Contrade
Secondo lo statuto comunale, le contrade di Apice sono nove: Santa Lucia, Alvino, San Martino, Cupazzo, Calvano, Morroni, San Lorenzo, Tignano e San Donato.

### Altre località
- Tignano Scalo: è situata nella parte bassa della contrada Tignano, in adiacenza alla linea ferroviaria.
- Castello del Fiego: ubicato nella contrada Cupazzo, è l'antica Tropoaldo, borgo fortificato di epoca medievale.

## Infrastrutture e trasporti

### Strade
Una serie di strade provinciali disposte a raggiera collegano Apice con tutti i comuni limitrofi, con il capoluogo provinciale, con le strade statali 7 Appia e 90 bis nonché con il casello Benevento dell'autostrada Napoli-Bari.

### Ferrovie
La stazione di Apice-Sant'Arcangelo-Bonito è situata alla località Iscalonga nel vicino comune di Sant'Arcangelo Trimonte, presso la confluenza tra i fiumi Calore e Ufita. La stazione non è servita da alcun treno passeggeri a partire da dicembre 2010.
Nell'ambito del territorio comunale vi è inoltre, in località Tignano Scalo nella valle del Miscano, la fermata di Corsano, preclusa al traffico passeggeri fin dal giugno 2008.

#### Sperimentazione da parte delle Ferrovie dello Stato negli anni venti - trenta
Le Ferrovie dello Stato decisero di fare esperimenti di trazione a corrente continua a 3000 V sulla Benevento - Foggia ottenendo brillanti risultati (soprattutto grazie ai raddrizzatori a vapori di mercurio installati ad Apice).
Tra le prime locomotive elettriche a corrente continua in Italia vi furono le E.626 costruite per effettuare i primi servizi sulla Benevento - Foggia nel 1927. Il punto di forza di questo tipo di trazione era la possibilità di impiegare più motori di trazione, a differenza dei classici due del trifase; ciò, essendo ogni singolo asse mosso dal proprio motore, permetteva di eliminare i complessi biellismi motori di accoppiamento. Le E.626 avevano una velocità massima di 90 km/h e avevano una cassa rigida in livrea castano-isabella.

## Amministrazione
| Periodo        | Periodo        | Primo cittadino         | Partito        | Carica  | Note |
| -------------- | -------------- | ----------------------- | -------------- | ------- | ---- |
| 1994           | 1999           | Luigi Bocchino          | Centrodestra   | Sindaco |      |
| 1999           | 2004           | Luigi Bocchino          | Centrodestra   | Sindaco |      |
| 2004           | 8 giugno 2009  | Raffaele Giardiello     | Centrosinistra | Sindaco |      |
| 8 giugno 2009  | 25 maggio 2014 | Ida Antonietta Albanese | Centrosinistra | Sindaco |      |
| 26 maggio 2014 | 26 maggio 2019 | Ida Antonietta Albanese | Centrosinistra | Sindaco |      |
| 27 maggio 2019 | in carica      | Angelo Pepe             | Centrosinistra | Sindaco |      |

### Altre informazioni amministrative
Dal 1998 il comune fa parte della comunità montana del Fortore; in precedenza aveva invece fatto parte della comunità montana dell'Ufita.